# Schrikkelseconde

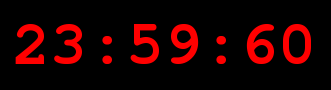
Weergave van een schrikkelseconde (UTC)

Een schrikkelseconde is een seconde die aan de kalenderdatum/tijd toegevoegd wordt om het verschil in lengte tussen de gemiddelde zonnedag en de op de klok gebaseerde periode van precies 24 uur te corrigeren. Onder een zonnedag verstaat men de tijdsduur tussen twee culminaties van de zon, opeenvolgende momenten dat de zon het hoogste punt bereikt. De middeling vindt plaats over een heel jaar.
Vroeger was de seconde gedefinieerd als 124 × 60 × 60 = 186 400 van de gemiddelde zonnedag. Dat is echter een onnauwkeurige definitie, want de gemiddelde zonnedag is niet nauwkeurig bekend en zelfs niet constant. Tegenwoordig is de seconde gedefinieerd als gelijk aan 9.192.631.770 perioden van de straling die correspondeert met de overgang tussen de twee hyperfijnenergieniveaus van de grondtoestand van de isotoop cesium-133. Atoomklokken, die als referentie dienen voor alle tijdsbepaling op aarde, zijn hierop gebaseerd.
Dit is een nauwkeurige definitie, maar de waarde is niet exact gelijk aan de oorspronkelijke definitie. De gemiddelde zonnedag is iets langer en neemt, als gevolg van een langzaam afnemende rotatiesnelheid van de aarde, ook geleidelijk toe (gemiddeld 1,7 ms per eeuw). De belangrijkste oorzaak hiervan ligt in de getijdenwerking door de maan.
Er ontstaat dus een steeds groter verschil tussen de zonnetijd en de tijd volgens de atoomklokken. Als dit verschil groter dreigt te worden dan 1 seconde, wordt de atoomklok met 1 seconde bijgesteld. Deze extra seconde heet schrikkelseconde. Schrikkelseconden worden aangekondigd door de International Earth Rotation and Reference Systems Service (IERS).

## Voorkomen
| Tijdstip 23:59:60 UTC | Tijdstip 23:59:60 UTC |
| --------------------- | --------------------- |
| 30 juni 1972          | 31 dec 1989           |
| 31 dec 1972           | 31 dec 1990           |
| 31 dec 1973           | 30 juni 1992          |
| 31 dec 1974           | 30 juni 1993          |
| 31 dec 1975           | 30 juni 1994          |
| 31 dec 1976           | 31 dec 1995           |
| 31 dec 1977           | 30 juni 1997          |
| 31 dec 1978           | 31 dec 1998           |
| 31 dec 1979           | 31 dec 2005           |
| 30 juni 1981          | 31 dec 2008           |
| 30 juni 1982          | 30 juni 2012          |
| 30 juni 1983          | 30 juni 2015          |
| 30 juni 1985          | 31 dec 2016           |
| 31 dec 1987           |                       |

Sinds de invoering van dit systeem in 1972 zijn in totaal 27 schrikkelseconden toegevoegd. De laatste schrikkelseconde is eind december 2016 toegevoegd.

## Toevoegingsmoment
De seconde wordt ingevoegd aan het eind van een maand, bij voorkeur aan het eind van december of juni. Na UTC 23:59:59 komt de schrikkelseconde UTC 23:59:60 en pas daarna komt UTC 0:00:00. De aanpassing geschiedt in alle tijdzones gelijktijdig. Op het oostelijk halfrond wordt de seconde dus toegevoegd in de loop van de nieuwe dag, terwijl op het westelijk halfrond juist de oude dag een seconde langer is. In Nederland en België wordt het dan 00:59:60 (tijdens de zomertijd 01:59:60). Rond de internationale datumgrens is het op dat moment midden op de dag. Het spreekt vanzelf dat een schrikkelseconde in het burgerlijk leven ongemerkt voorbij gaat, zodat het niet bezwaarlijk is als de overgang overdag gebeurt.

## Negatieve schrikkelseconden
Het systeem houdt ook rekening met negatieve schrikkelseconden, waartoe zo nodig UTC 23:59:59 wordt overgeslagen. Aangezien de rotatie van de aarde marginaal afneemt, wordt niet verwacht dat dit vaak zal voorkomen.
Vanaf de jaren 20 echter is de aarde geleidelijk sneller gaan draaien. Op 29 juni 2022 voltooide de aarde een volledige rotatie in 1,59 milliseconden minder dan 24 uur. Dagen korter dan 24 uur worden geregeld waargenomen sinds 2020, wat de kans op een negatieve schrikkelseconde doet toenemen.

## Gregoriaanse kalender
Schrikkelseconden maken de gemiddelde kalenderdag langer, waardoor een tropisch jaar een kleiner aantal gemiddelde kalenderdagen bevat. Dit effect is echter in verhouding klein; een tropisch jaar wijkt toch al ongeveer 30 seconden af van een gemiddeld jaar volgens de gregoriaanse kalender, ondanks het in deze kalender gebruikte systeem van schrikkeldagen.

## Tijdrekening zonder schrikkelseconde
In 2005 kwam in het nieuws dat wetenschappers het niet allemaal eens zijn over de schrikkelseconden. In de astrofysica is de schrikkelseconde welkom, omdat daardoor de "echte" aardse tijd wordt vastgehouden. Metrologen daarentegen vinden de schrikkelseconden maar lastig en willen de seconden opsparen totdat er een schrikkeluur moet worden ingevoerd. De schrikkelseconden leveren moeilijkheden op bij sommige computers en gps-systemen.
Er zijn dan ook diverse tijdrekeningen waarin geen schrikkelseconden voorkomen en die dus afwijken van de burgerlijke tijd. Het zijn:
- De gps-tijd, gelijk aan UTC op 6 januari 1980, staat na de schrikkelseconde van 2016 18 seconden voor.
- De Loran-C-tijd, gelijk aan UTC op 1 januari 1958, staat na de schrikkelseconde van 2016 27 seconden voor.
- De internationale atoomtijd (TAI) staat na de schrikkelseconde van 2016 37 seconden voor.

Begin 2012 zou er op de World Radiocommunication Conference in Genève een besluit komen. Tijdens deze conferentie was er echter onvoldoende consensus en werd er besloten het besluit uit te stellen tot de volgende conferentie, in 2015. Daar werd geconcludeerd dat er meer onderzoek nodig is alvorens tot een beslissing te komen.
In november 2022 werd er tijdens het 27e General Conference on Weights and Measures, van het Bureau international des poids et mesures door de deelnemers een resolutie aangenomen met het voorstel aan de ITU om het toepassen van schrikkelseconden te veranderen, zodat dit niet vaker nodig is dan hooguit eens per eeuw.  Zo zou ook in de periode 2035–2135 geen schrikkelseconde meer toegepast worden, en die tijd te gebruiken om de wetenschap een alternatief te laten zoeken die (vooral computer-)systemen niet in de war stuurt.